# Amphiagrion abbreviatum
Amphiagrion abbreviatum – gatunek ważki z rodziny łątkowatych (Coenagrionidae). Występuje na terenie Ameryki Północnej i Ameryki Środkowej.